# Пресс-секретарь
Пресс-секретарь заботится о контактах с прессой и другими средствами массовой информации для компании или другой организации (например, государственных органов, ассоциаций), что называется работой СМИ . Представитель прессы часто является основным контактным лицом для журналистов. В ассоциациях и некоммерческих организациях работа с прессой и СМИ зачастую осуществляется на общественных началах. Поскольку они также представляют организацию или учреждение в других средствах массовой информации (на телевидении, на радио, в Интернете), их также называют представителями СМИ.

## Задачи
Важнейшая задача пресс-секретаря – позитивно представить в средствах массовой информации своего работодателя . Это осуществляется путем предоставления соответствующим редакциям пресс-релизов и заявлений или путем проведения пресс-конференций и других мероприятий (например, церемоний награждения). Согласно законам о прессе федеральных земель Германии, государственная администрация также обязана предоставлять информацию и информацию прессе. За это отвечает Управление печати и информации федерального правительства по всей стране .
Представитель прессы обычно также отвечает за интервью. Если стали известны неудачи, связанные с собственным работодателем, представитель прессы должен ответить на вопросы журналистов от их имени.
Внутренние задачи представителя прессы включают написание брошюр и выступлений . Также частью работы пресс-секретаря является сбор, анализ и оценка внутренних и внешних фактов, а также создание отчетов, стратегических документов и рекомендаций к действию - часто в условиях сопротивления внутри организации.
Оценка средств массовой информации и анализ реакции средств массовой информации являются фундаментальными видами деятельности представителя прессы, равно как и раннее распознавание кризисов в средствах массовой информации и консультирование менеджеров по всем общественным вопросам и процессам. Управление репутацией как культивирование имиджа имеет высший приоритет в зоне ответственности представителя прессы.

## Структуры
Во многих западных странах представитель прессы является устоявшейся профессией, имеющей большее количество профессиональных представителей. Часто существует отдельная профессиональная ассоциация, которая представляет совместное внешнее представительство и обеспечение качества и предлагает дальнейшее обучение и конференции.
В Германии есть несколько специализированных журналов, в том числе Pressesprach (ISSN  1612-7668 ) и PR Magazin. Журналисты также выбрали «Пресс-секретаря года». Оценка основывается на критериях профессионального поведения, журналистских навыков и уровня информированности. С 2007 года Федеральная ассоциация коммуникаторов поддерживает молодых представителей прессы, награждая выдающиеся диссертации и выдающиеся диссертации.

## Обучение и преподавание
Сегодня связи с общественностью преподают в университетах и технических колледжах, также возможно обучение на PR-стажах в компаниях или агентствах. По состоянию на июль 2010 года в Германии существовало одиннадцать магистерских курсов по связям с общественностью, три из которых проводились в университетах, пять в технических колледжах и три с частичной занятостью.  Во многих университетах связи с общественностью входят в программу бакалавриата по коммуникациям и средствам массовой информации . В некоторых случаях PR можно выбрать в качестве направления обучения или специализации.
В связи с растущей актуальностью деятельности, которую можно отнести к термину паблик рилейшнз, прогрессирует и профессионализация сферы деятельности. В то же время растут и требования к будущим специалистам по связям с общественностью. Если в 1980-е годы только 41% специалистов по связям с общественностью набирались из академических кругов, то в середине 1990-х эта доля выросла до 79% и уже составила 83% в 2012 году.
В дополнение к получению степени по программе получения степени с явной связью с общественностью и последующей программой стажировки или стажировки, существует также множество путей поступления и квалификации на выбор, особенно для выпускников университетов, а также для тех, кто меняет карьеру из других профессиональных областей. Таким образом можно получить различные степени и сертификаты, которые выдаются после соответствующих курсов и экзаменов. Наиболее важные учреждения, предлагающие и выдающие такие курсы и сертификаты, были основаны по инициативе различных более крупных ассоциаций по связям с общественностью. Одним из важнейших контактов для этого является Академия коммуникационного менеджмента. V. , а также организацией по тестированию и сертификации немецкой коммуникационной индустрии (PZOK), которая была основана тремя основными коммуникационными ассоциациями : Федеральной ассоциацией коммуникаторов , Немецким обществом по связям с общественностью и Обществом агентств по связям с общественностью. С 2005 года можно получить степень по связям с общественностью в IHK Cologne.
Возможности повышения квалификации также доступны на компактных семинарах (например, через Немецкий институт по связям с общественностью e.V. ), на очных курсах (например, в Академии журналистов), на курсах с частичной занятостью (например, через Немецкую академию прессы ), частично очные курсы (например, в Лейпцигской школе СМИ ) или курсы дистанционного обучения в различных сертифицированных университетах и школах дистанционного обучения.